# Klaus
Klaus este un prenume și un nume de familie german, olandez și scandinav. A apărut ca o formă scurtă a lui Nikolaus, o formă germană a numelui grecesc Nicolae. 

## Persoane notabile ale căror nume de familie este Klaus
- Václav Klaus (născut în 1941), politician ceh, fost președinte al Republicii Cehe

## Persoane notabile ale căror prenume este Klaus
- Klaus Iohannis (n. 1959), Politician român
- Klaus Fuchs (1911-1988), fizician teoretic german și spion atomic
- Klaus Kinski (1926-1991), actor german
- Klaus Meine (născut în 1948), cântăreață a trupei de rock germana The Scorpions
- Klaus Schulze, compozitor german de muzică electronică și muzician
- Klaus Voormann (născut în 1938), artist, muzician și producător care a fost asociat cu zilele de inceput ale formatiei The Beatles
- Klaus Maria Brandauer (n. 1943), numele teatral al lui Klaus Georg Steng, actor austriac

## Filme
- Klaus: Poștașul și păpușarul, film din 2019

|  | Acastă pagină se referă la un nume. Eventual vezi legături interne. |